# 大岡忠世
大岡 忠世（おおおか ただよ）は、江戸時代初期の旗本。大岡忠政の三男。相模国高座郡下大曲村の領主。
父忠政とともに徳川家康に仕え、1597年（慶長2年）、父より相模国高座郡下大曲村に220石を分け与えられる。慶長5年（1600年）、長兄の忠俊が伏見城の戦いで討ち死にしたため、家督を継ぎ、父の遺領は次兄の忠行が継いだ。
長男の忠種を本家の次兄・忠行の養子としたため、次男の忠真に家督を継がせた。寛永17年（1641年）12月28日に死去。享年65。